# Återupptagshämmare
Återupptagshämmare En grupp läkemedel som verkar genom att hindra återupptaget av neurotransmittorer i synapserna och därigenom ökar mängden av signalsubstans i fråga. Exempel på återupptagshämmare är till exempel Selektiva Serotoninåterupptagshämmare (SSRI), tricyklika, tetracyklika och kolinesterasåterupptagshämmare.
Drogerna amfetamin och kokain verkar också genom att påverka återupptaget av signalsubstanser såsom dopamin och noradrenalin i hjärnan.
En del moderna antidepressiva mediciner och mediciner för bland annat ADHD kan likt dessa droger vara antingen dopaminåterupptagshämmare (DRI) (såsom Metylfenidat). Det finns även mediciner med kombinationen noradrenalin/dopaminåterupptagshämmare (NDRI) såsom den antidepressiva medicinen Voxra, vars kemiska struktur är besläktad med amfetaminets.
En annan, icke narkotikaklassad ADHD-medicin, som är en noradrenalinåterupptagshämmare (NRI) finns också, och kallas Strattera.